# Bertlicher Straßenläufe
Die Bertlicher Straßenläufe ist ein seit 1984 in Herten-Bertlich ausgetragener Volks- und Straßenlauf. Die Wettbewerbe werden dreimal im Jahr jeweils im Februar, im September und im Dezember vom SuS Bertlich 1945 e.V. ausgerichtet. Das Veranstaltungsgelände befindet sich auf und um den Sportplatz Bertlich. Für die Teilnehmer werden acht verschiedene und nach den Regeln des Deutschen Leichtathletik-Verbandes vermessenen Distanzen angeboten, wobei der 850-m-Lauf als Kinderlauf ausgetragen wird.

## Organisation

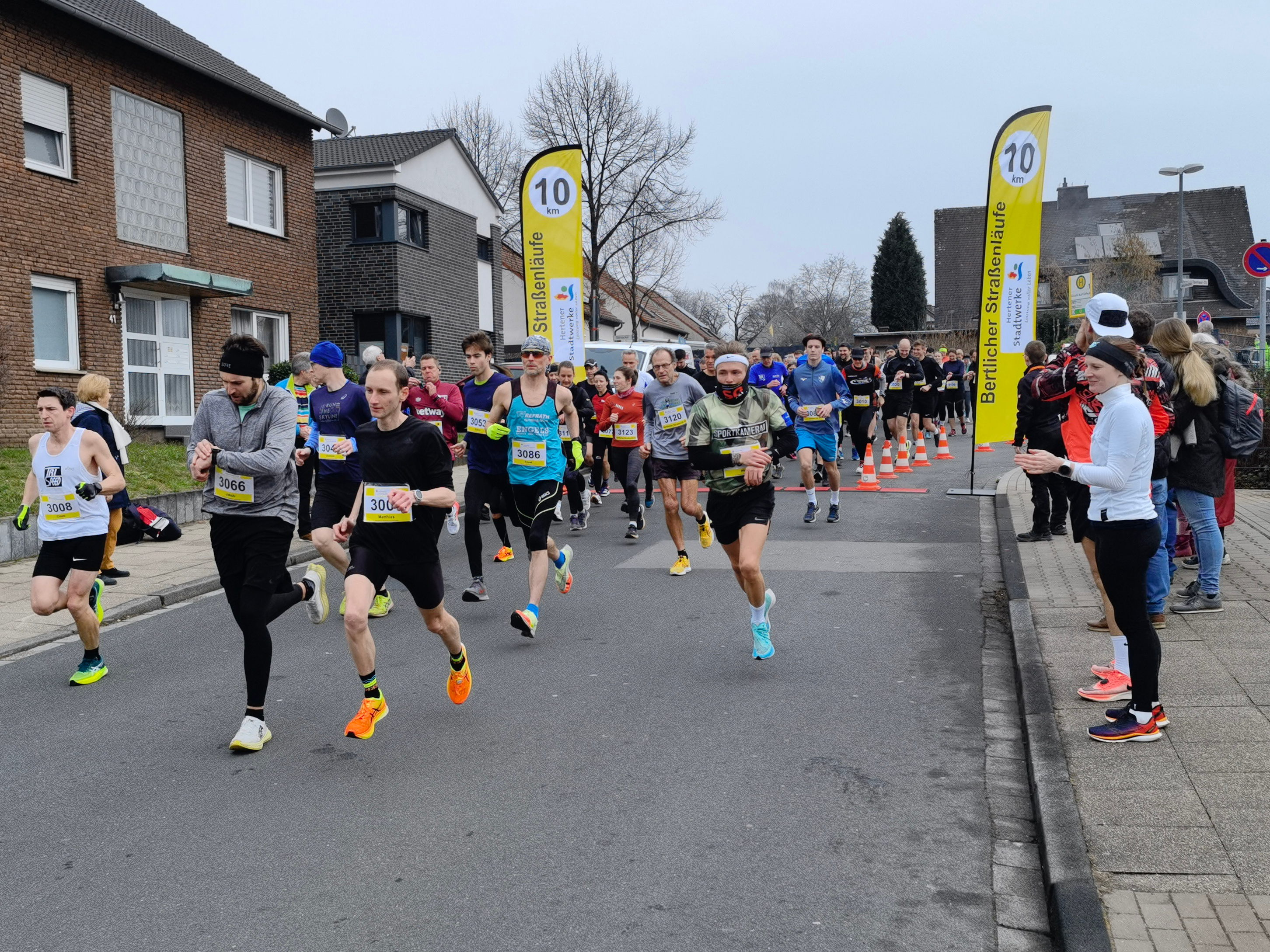
Start des 10-km-Laufes

Die Bertlicher Straßenläufe werden dreimal im Jahr, jeweils im Februar, im September und im Dezember vom SuS Bertlich 1945 e.V. ausgerichtet. Im September werden die NRW-Landesmeisterschaften der Feuerwehren im Straßenlauf im Rahmen der Bertlicher Straßenläufe ausgetragen. Die Teilnehmer können dabei zwischen acht verschiedenen und nach den Regeln des Deutschen Leichtathletik-Verbandes vermessenen Distanzen wählen, wobei der 850-m-Lauf als Kinderlauf ausgetragen wird.
Nach jedem Wettkampf werden die Sieger der jeweiligen Altersklassen mit einem Pokal geehrt.

## Strecke
Die Starts der Wettkämpfe befinden sich alle an verschiedenen Stellen in der Umgebung des Sportplatzes Bertlich. Die unterschiedlichen Positionen der Starts ergeben sich aus den unterschiedlichen Streckenlängen der verschiedenen Wettkämpfe. Diese sind so platziert, dass die Läufer beim Zieleinlauf exakt die angegebene und vermessene Strecke gelaufen sind. Die Strecke ist über den gesamten Verlauf flach und asphaltiert, lediglich beim Zieleinlauf auf dem Sportplatz Bertlich ist ein kurzer Abschnitt, den man über Schotter/Sand läuft.

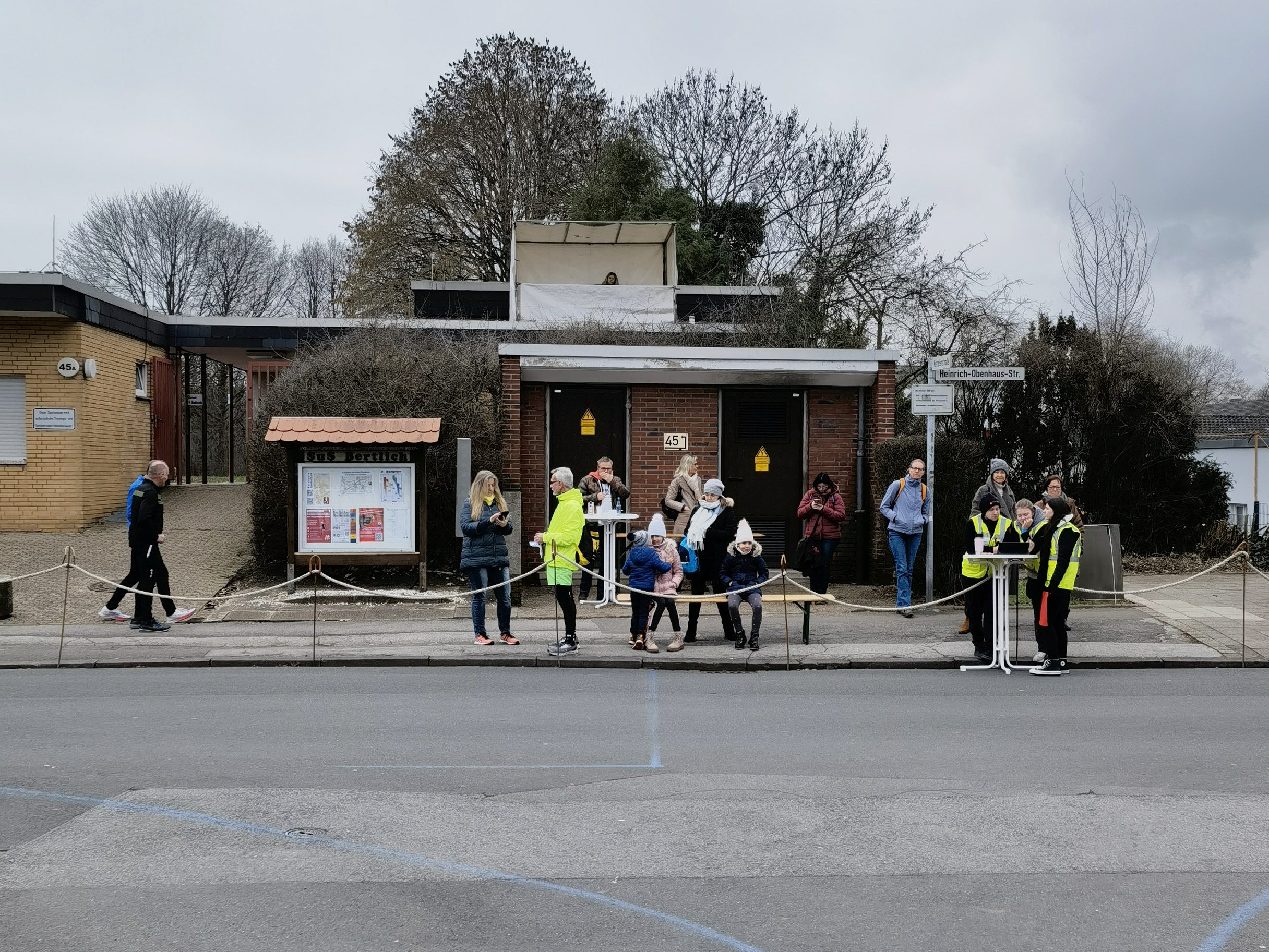
Das Ende der Kettelerstraße. Links geht es zum Ziel, rechts zur nächsten Runde. Auf dem Dach sitzen die Moderatoren.

Zuerst geht es die Hasselbruchstraße hinab, wo die Teilnehmer das Naturschutzgebiet Bertlich passieren und am Ende der Straße rechts in die Bertlicher Straße einbiegen. Im weiteren Verlauf biegen die Läufer nach rechts auf ein Feld ein, wo man links einen Blick auf Polsum, einen Stadtteil von Marl werfen kann. In der Mitte des Feldes befindet sich das Kreuz des Nagelfritz, welches seit 1963 dort steht und vorher auf dem Kirchplatz in Polsum stand.
Nachdem die Läufer das Feld überquert haben, erreichen Sie die Dorstener Straße, wo die Teilnehmer des 5-km-Laufes rechts abbiegen. Die Teilnehmer der anderen Distanzen laufen geradeaus weiter auf dem Kötterweg. Sie überqueren die Westerholter Straße und laufen ein kurzes Stück auf der Straße Im Ophoff und biegen dann in die Stübbenfeldstraße ein. Am Ende der Stübbenfeldstraße biegen die Teilnehmer des 7,5-km-Laufes nach rechts in die Recklinghäuser Straße ein und machen sich auf den Rückweg. Die übrigen Teilnehmer biegen in die Straße Zum Telgenbusch ein und laufen bis zur Hertener Straße.
Die Läufer des Halbmarathons und des 30-km-Laufes biegen dort nach rechts ein und machen sich auf den Rückweg, während die Teilnehmer des 15-km-Laufes und des Marathons geradeaus auf den Linder Weg, um später über die Riedstraße zurückzulaufen. An der Kreuzung Feldstraße/Transvaaler Straße treffen sich die Läufer wieder. Die Teilnehmer des Halbmarathons und des 30-km-Laufes müssen dabei zweimal eine Schleife über die Feldstraße und die Recklinghauser Straße laufen, während die Teilnehmer der anderen Läufe direkt über die Transvaaler Straße laufen.
Über die Recklinghauser Straße geht es dann wieder zurück. Hier passieren die Läufer das Naturschutzgebiet Telgenbusch, bis sie die Marler Straße erreichen und überqueren. Von dort aus geht es dann weiter über den Bauernweg, wo ein Bauernhof passiert wird. Im weiteren Verlauf erreichen die Teilnehmer die Dorstener Straße. Von der Dorstener Straße aus, biegen die Läufer über einen kleinen Weg in die Kettelerstraße ein, wo sie direkt auf den Sportplatz Bertlich zulaufen. Dort laufen die Teilnehmer eine weitere Runde oder direkt auf den Sportplatz Bertlich ein, wo sich das Ziel befindet.

## Geschichte
1988 wurden hier die Deutschen Meisterschaften im Straßenlauf über 25 km der Herren und 15 km der Frauen ausgetragen. Sieger wurden Herbert Steffny und Christa Vahlensieck.
Am 26. März 2006 fanden auf der Strecke der Bertlicher Straßenläufe die Deutschen Meisterschaften im Halbmarathon statt. Dabei wurde die für den USC Heidelberg startende Kenianerin Viola Bor Chepketing, die mit einer Sekunde Vorsprung vor Luminita Zaituc gewonnen hatte, nachträglich disqualifiziert, da sie in derselben Saison an den Crosslauf-Meisterschaften ihres Heimatlandes teilgenommen hatte.

## Galerie

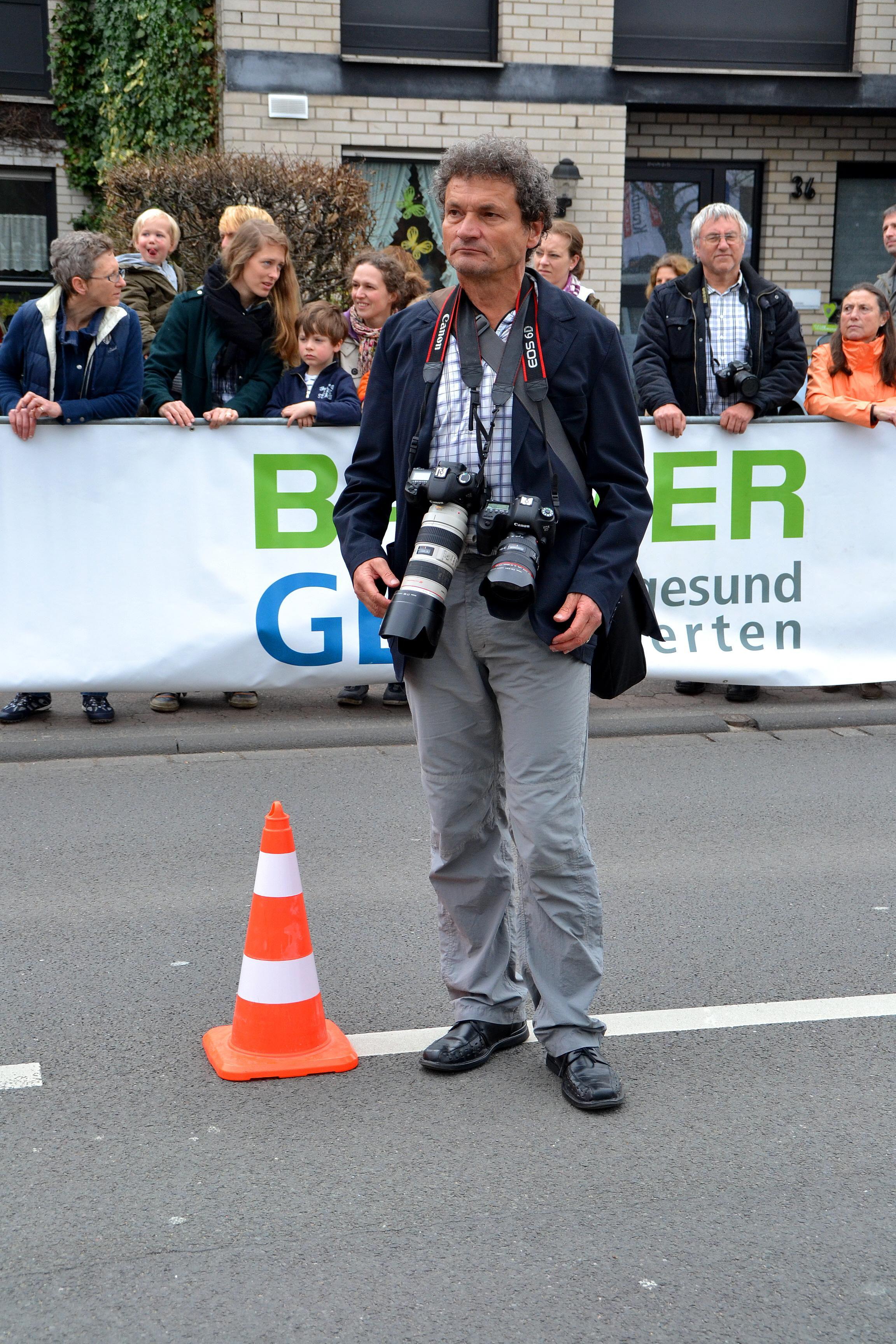
Herbert Steffny wurde 1988 in Bertlich Deutscher Meister im 25-km-Straßenlauf
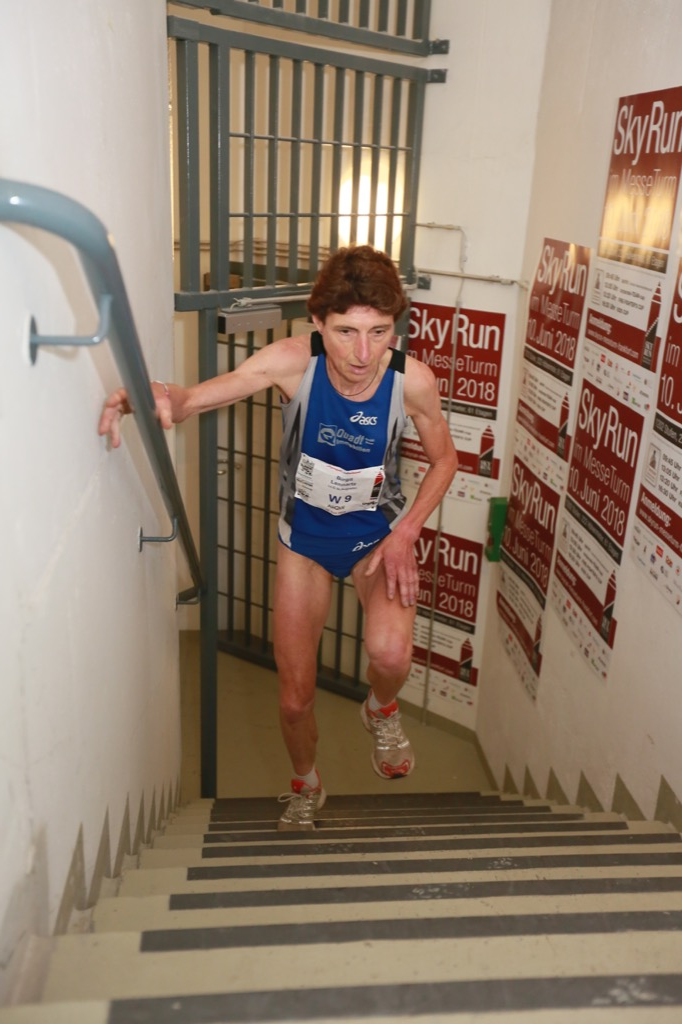
Birgit Lennartz-Lohrengel hält seit 1993 den Streckenrekord im Marathon